# Jacques Goudstikker

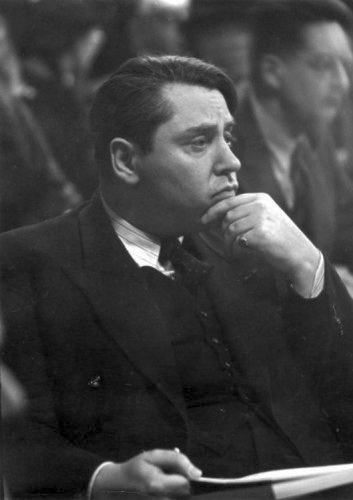
Jacques Goudstikker (1938)

Jacques Goudstikker (* 30. August 1897 in Venlo; † 15. oder 16. Mai 1940 an Bord der Bodegraven) war ein niederländischer Kunsthändler, dessen Sammlungen von Hermann Göring geplündert wurden. Erst nach langen Verhandlungen kehrten Teile der Sammlung 2005 in den Besitz der Erben zurück.

## Leben
Jacques Goudstikker stammte aus einer Familie von Kunsthändlern. Sein Großvater Jacob, nach dem er benannt wurde, hatte zusammen mit seinem Bruder Simon im Jahr 1845 eine Kunsthandlung gegründet, die vor allem Möbel und kunstgewerbliche Gegenstände im Angebot hatte. Jacob Goudstikkers Sohn Eduard, Jacques Goudstikkers Vater (1866–1925), strukturierte etwa ab 1890 das Geschäft um und konzentrierte sich auf Gemälde holländischer und flämischer Meister aus dem 17. Jahrhundert. Jacques selbst, der auf einer Schule in Handelswissenschaften ausgebildet wurde und Kunstgeschichte in Leiden und Utrecht studierte, ehe er im Alter von 22 Jahren in das Geschäft eintrat, weitete das Angebot auch auf Bilder aus anderen Epochen aus. Er wurde einer der erfolgreichsten Händler für flämische Gemälde des 16. und 17. Jahrhunderts. Weitere Schwerpunkte seines Interesses waren italienische Maler des 15. und 16. Jahrhunderts und die frühe deutsche und französische Malerei.

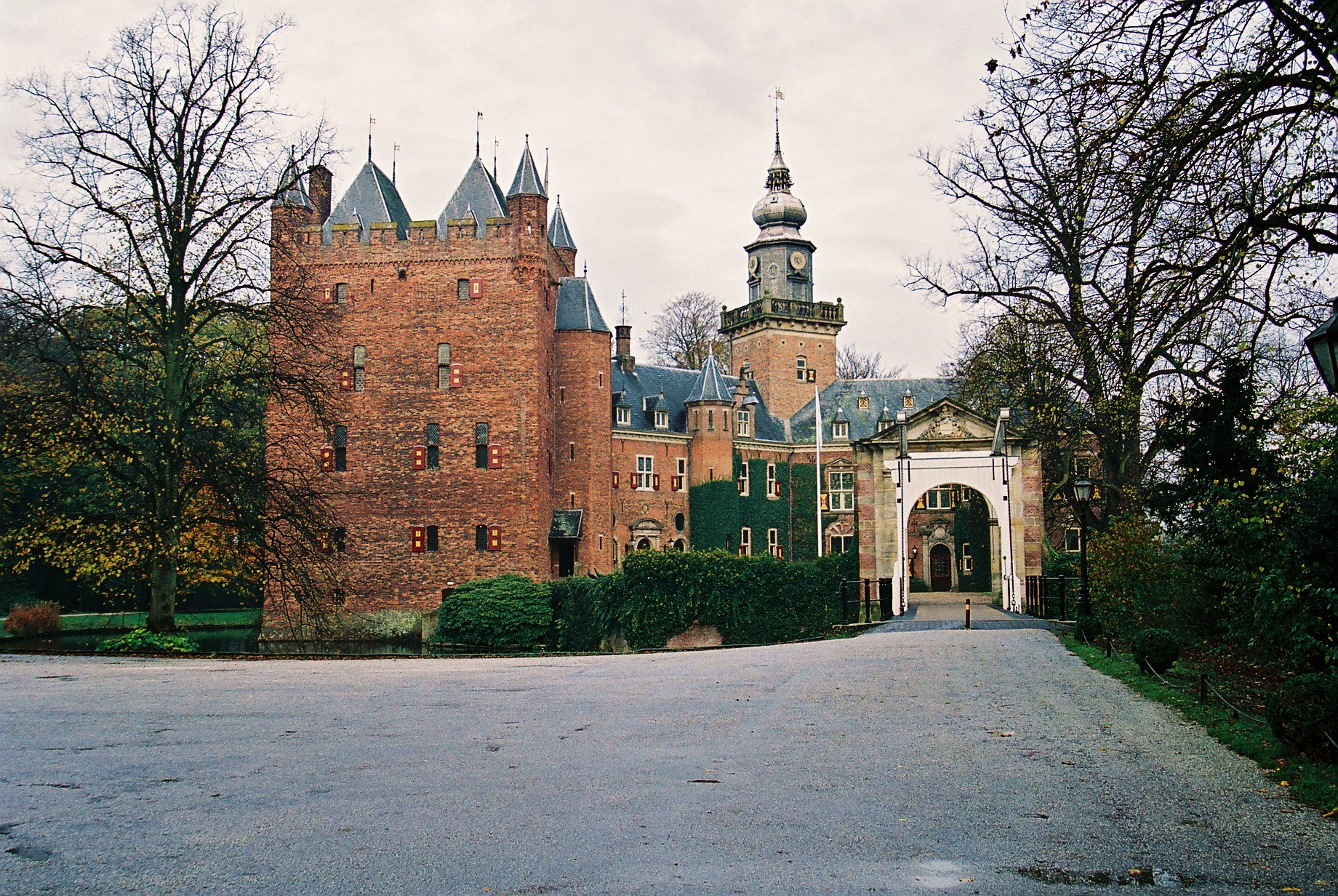
Schloss Nijenrode

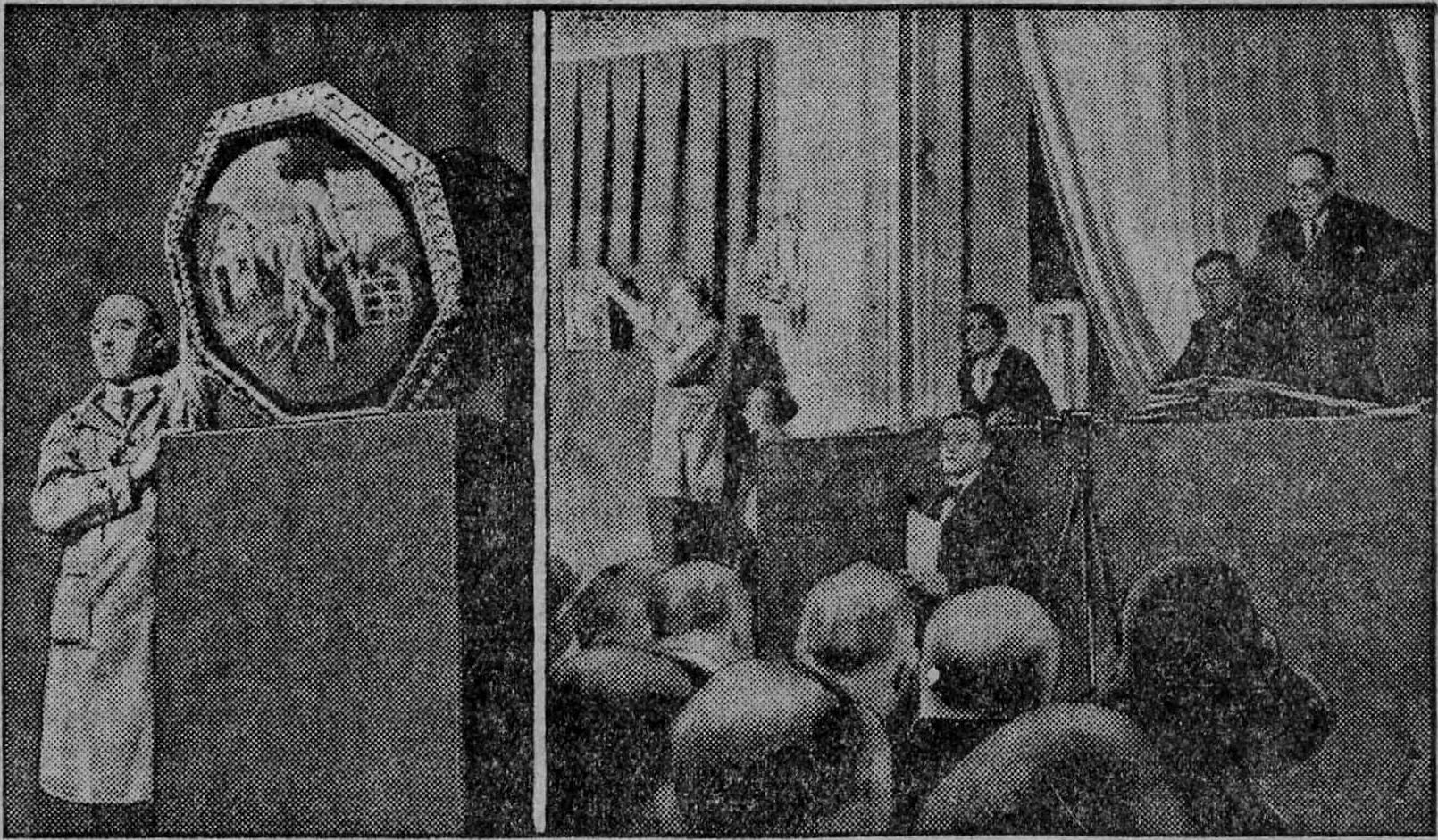
Nachlass Albert Figdor – Auktion in Berlin 29./30. September 1930. Das Bild von Hieronymus Bosch „Der verlorene Sohn“ geht an Goudstikker.

Jacques Goudstikker führte seine Kunsthandlung als AG mit mehreren Filialen. Das Stammhaus befand sich in der Amsterdamer Herengracht 458. Neben dem Kunsthandel galt sein Interesse auch kulturellen und wohltätigen Veranstaltungen. Schauplatz war häufig das Schloss Nijenrode in Breukelen an der Vecht, das er im Jahr 1930 erworben hatte. In diesem Gebäude war jeder Salon einer anderen Epoche gewidmet. Bei einer Veranstaltung mit dem Motto „Ausg'steckt in Nijenrode“ zugunsten verfolgter mittelloser Juden in Deutschland war unter anderem die Wiener Staatsopernsängerin Dési Halban-Kurz (1912–1996) engagiert. Goudstikker, damals frisch verwitwet, trug Dési von Halban-Kurz bald nach dieser Veranstaltung die Ehe an. 1939 wurde der gemeinsame Sohn Eduard († 1996) geboren. Im selben Jahr veranstaltete Goudstikker sein letztes großes Fest in Nijenrode, bei dem Pablo Casals spielte.
Nach dem „Anschluss Österreichs“ an das Deutsche Reich und den darauf folgenden Ereignissen wanderten zahlreiche jüdische Freunde Goudstikkers aus den Niederlanden aus. Goudstikker selbst führte eine lebhafte Korrespondenz mit den Emigrierten, konnte sich aber zunächst selbst nicht zu diesem Schritt entschließen. Auf Drängen seiner Frau beantragte er allerdings Visa für die USA, die im Dezember 1939 ausgestellt wurden und bis zum 9. Mai 1940 Gültigkeit besaßen. Auf der Simon Bolivar wollte Jacques Goudstikker etwa 20 Bilder nach London vorausschicken, während er selbst noch zögerte, das Land zu verlassen, doch das Schiff wurde durch eine Seemine zerstört. Dieser Vorfall hielt Goudstikker davon ab, die Auswanderung zügig voranzutreiben. Auf Oostermeer, dem privaten Wohnsitz der Familie in Ouderkerk aan de Amstel, erlebte er die Bombardierung des Flughafens Schiphol am 10. Mai 1940 mit, und erst am 14. Mai 1940, nachdem auch Rotterdam von Luftangriffen schwer getroffen worden war, machte sich die Familie Goudstikker auf den Weg nach Amsterdam, wo Goudstikker seinen Angestellten die Sammlung von etwa 1400 Kunstwerken überantwortete, und dann nach IJmuiden. Zusammen mit etwa 200 anderen Menschen gelangten Jacques, Dési und Eduard Goudstikker an Bord der SS Bodegraven. Dieses Schiff hatte zunächst versenkt werden sollen, um den Hafen für die Deutschen unbrauchbar zu machen, wurde dann aber doch noch für die Flüchtlinge bzw. einen Kindertransport genützt und gelangte unbeschädigt nach Dover. Dort jedoch durfte keiner der Passagiere von Bord gehen, weil die britischen Behörden die Einschleusung von deutschen Spionen fürchteten. Die Bodegraven sollte Kurs auf Südamerika nehmen.
In der Nacht zum 16. Mai, als das Schiff sich noch im Ärmelkanal befand, ging Jacques Goudstikker an Deck, um eine Zigarette zu rauchen, während seine Frau bei dem kleinen Sohn zurückblieb. Als ihr Mann nicht zurückkehrte, bat Dési Goudstikker den Kapitän, ein Suchkommando loszuschicken. Einer der Matrosen, die damit beauftragt worden waren, stürzte auf dem zum Schutz vor feindlichen Angriffen komplett abgedunkelten Schiff durch eine Deckluke und verletzte sich das Rückgrat. Dass er bei dem Sturz nicht tödlich verunglückte, hatte er wohl dem Umstand zu verdanken, dass er auf die Leiche Jacques Goudstikkers fiel, der durch dieselbe Luke gestürzt war und sich das Genick oder den Schädel gebrochen hatte. Der Kapitän fuhr daraufhin Falmouth an, um sein verletztes Mannschaftsmitglied ins Krankenhaus bringen zu können. Wegen dieses Zwischenstopps gelang es Dési Goudstikker, eine Seebestattung ihres Mannes zu verhindern und Jacques Goudstikker in Falmouth beerdigen zu lassen. Sie selbst musste auf das Schiff zurückkehren, das sie mit Eduard erst in Liverpool verlassen durfte.

## Schicksal der Familie
Jacques Goudstikkers Witwe konnte neue Visa für ihren Sohn und sich beschaffen und wanderte über Kanada in die USA aus, wo sie als Sängerin ihren Lebensunterhalt verdiente. 1946 kehrte sie nach Holland zurück, um sich um die Wiedergewinnung ihres Eigentums zu kümmern. Jacques Goudstikker hatte vor der Auswanderung eine Liste von 1241 Kunstwerken aus seinem Besitz anlegen lassen, die er in Form eines schwarzen Ringbuchs bei sich getragen hatte und mit deren Hilfe Dési Goudstikker nun nach den Bildern suchte.
1950 heiratete sie ihren Anwalt Edward von Saher und ließ dessen Nachnamen auf ihren Sohn Eduard übertragen. Dieser kam in den 1960er Jahren als GI nach Deutschland, wo er seine spätere Frau Marei Langenbein kennenlernte, die bei Holiday on Ice auftrat. Erst nach dem Tod ihres Mannes und ihrer Schwiegermutter erfuhr Marei von Saher-Langenbein vom Schicksal der Kunstsammlung und setzte sich gemeinsam mit ihren beiden Töchtern für die Rückgabe der Kunstwerke ein.

## Schicksal der Sammlungen

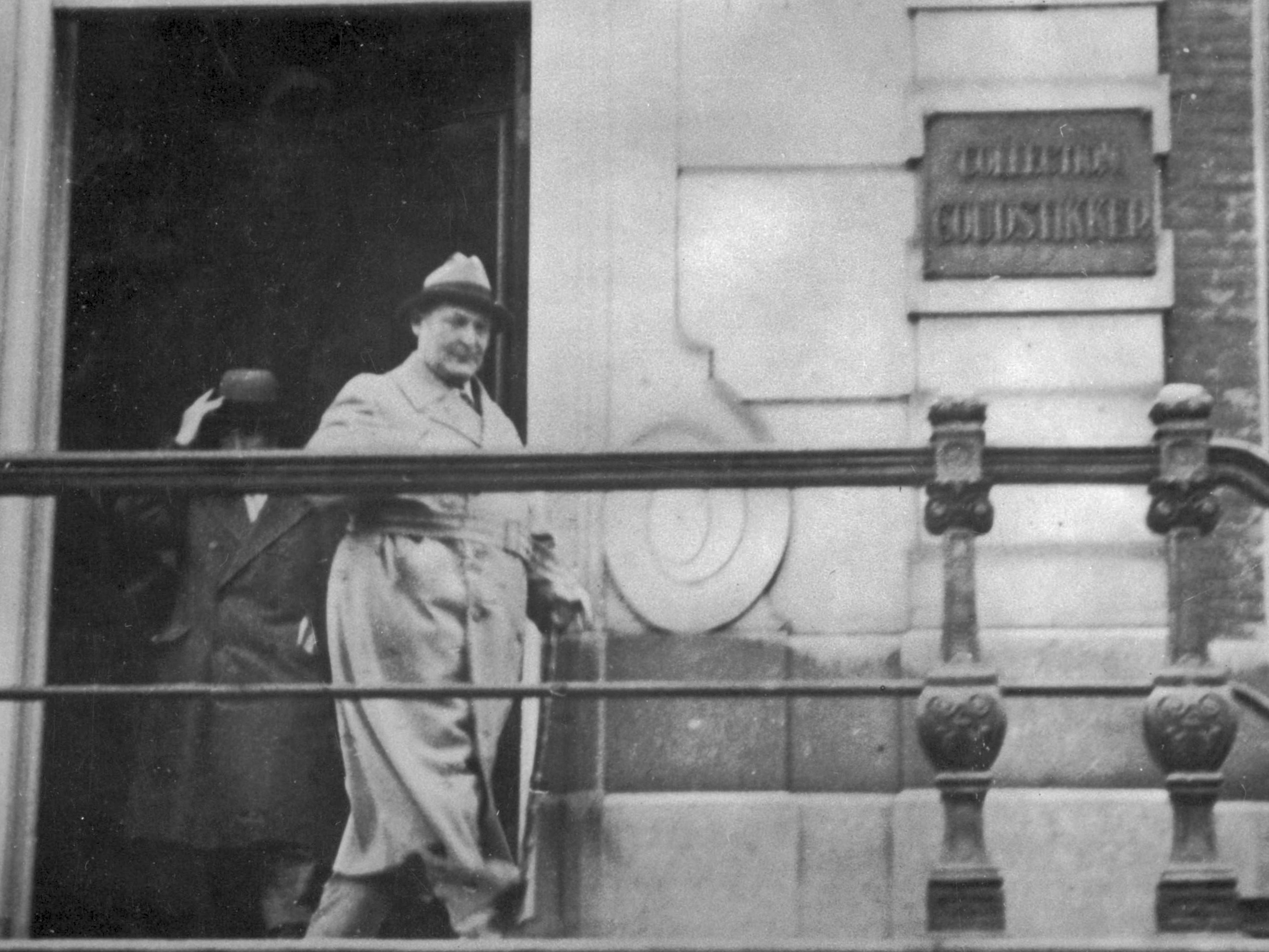
1941: Hermann Göring beim Verlassen der Kunsthandlung Goudstikker

Hermann Göring und Alois Miedl, der aus München stammte, aber seit 1930 in den Niederlanden lebte, übernahmen wenige Wochen nach der Auswanderung der Familie Goudstikker die Galerie. Miedl hatte zunächst den Plan gehabt, Goudstikkers Geschäft und Sammlung allein an sich zu bringen; dies war jedoch von Göring, der ebenfalls ein Auge auf die wertvollen Sammlungen geworfen hatte, verhindert worden. Miedl war mit einer Jüdin verheiratet, was ihm einerseits das Vertrauen jüdischer Geschäftspartner sicherte, ihn aber andererseits von Görings Schutz abhängig machte. Er beauftragte den jüdischen Geschäftsmann Max Model, der Geld für seine Emigration brauchte, mit Goudstikkers Konservator Jan Dik senior in Kontakt zu treten. Dieser machte ihn mit Goudstikkers Prokuristen Arie ten Broek bekannt. Miedl schützte zunächst Kaufabsichten für einige Gemälde vor, nahm dann an mehreren fingierten Aktionärsversammlungen teil und sicherte sich das Vertrauen der Mitarbeiter und vor allem der Mutter Jacques Goudstikkers: Emily Goudstikker-Sellisberg, die 15 Prozent der Aktien hielt, war Jüdin und musste auf den Schutz hoffen, den Miedl ihr versprach und tatsächlich auch zukommen ließ, als die Deportationen von Juden aus Holland begannen. Miedls Maßnahmen wurden vordergründig zum Schutz des Familienvermögens vorgenommen: Im Mai 1940 wurde ten Broek zum arischen Vorsitzenden der Kunsthandlung gemacht. Legalisiert wurde dies durch den jüdischen Notar Arnold van der Bergh, der die Hoffnung hegte, als Gegenleistung Hilfe bei der Flucht aus Holland zu erhalten. Ten Broek erhielt auf diese Weise das Stimmrecht für Goudstikkers Anteil an dem Unternehmen; ein Telegramm, in dem Dési Goudstikker dem Verkauf der Kunsthandlung widersprach, wurde ignoriert. Dik und ten Broek verbreiteten das Gerücht, das Unternehmen müsse wegen Zahlungsunfähigkeit liquidiert oder verkauft werden, wofür sie von Miedl 210.000 Gulden erhielten. Im Juli 1940 erfolgte der Verkauf an Göring und Miedl zu einem Preis von 2.550.000 Gulden. Göring übernahm die Kunstwerke für 2.000.000 Gulden, Miedl die Immobilien, den Namen und den Geschäftswert der Galerie für den Rest des Geldes. Umgehend sicherte sich Göring 780 Kunstwerke für seine Anwesen in Deutschland, darunter allein 300 für Carinhall. Rund 50 Gemälde gab er an Hitler weiter, den Rest verkaufte er mit großem Gewinn – zum Teil an seinen Helfer Miedl. Dieser handelte bis 1944 erfolgreich mit Kunst und verkaufte in dieser Zeit etwa 5000 Gemälde. 1944 setzte er sich nach Spanien ab. Er wurde später als Kronzeuge vernommen, aber nie selber belangt. Ein Gemälde Jan van Goyens wurde 1940 in die Sammlung des ostpreußischen Gauleiters Erich Koch übernommen und befindet sich heute im Nationalmuseum (Danzig), eine Rückgabe wird vom Museum abgelehnt.

## Verzicht und Restitution
In den Sammlungen von Adolf Hitler, Göring und anderen Nazigrößen fanden die Alliierten nach dem Zweiten Weltkrieg 275 Kunstwerke aus dem Besitz Goudstikkers wieder. Diese wurden 1945 dem niederländischen Staat zu treuen Händen übergeben. Dem Auftrag, die Kunstwerke an die rechtmäßigen Eigentümer zu übergeben, kam dieser jedoch nicht nach, sondern überführte die Bilder in öffentliche Sammlungen, um die Verluste, die diese während des Krieges erlitten hatten, zu kompensieren. Die Firma Goudstikker stand nach dem Krieg als Feindvermögen unter staatlicher Verwaltung. Die Übernahme durch Göring und Miedl wurde nicht als Zwangsverkauf angesehen, obwohl Königin Wilhelmina bereits am 7. Juni 1940 ein Nichtigkeitsdekret für derartige Verkäufe erlassen hatte. Dési Goudstikker prozessierte sieben Jahre lang um ihr Eigentum. Nachdem sie die Prozesskosten nicht mehr bezahlen konnte, zog sie im Jahr 1952 ihre Klage zurück und schloss einen Vergleich mit dem niederländischen Staat ab. Sie erhielt eine Summe, mit der sie die Immobilien und etwa 165 verbliebene Gemälde zurückkaufen konnte. Sie sprach einen Verzicht auf die fehlenden Gemälde aus, nahm jedoch ausdrücklich die Exemplare, die Göring an sich gebracht hatte, davon aus. Danach zog sie sich für immer aus Holland zurück und gab offenbar auch keine Informationen über das Schicksal des Geschäftes an ihren Sohn und später an ihre Schwiegertochter weiter. Der niederländische Staat behielt die Gemälde und verteilte sie auf zahlreiche öffentliche Sammlungen und Institutionen, soweit er sie nicht versteigerte.
Marei von Saher-Langenbein, die Schwiegertochter der Goudstikkers, erfuhr erst im Sommer 1997 durch den Journalisten Pieter den Hollander von den Geschehnissen um die Kunsthandlung ihres Schwiegervaters. Im Herbst desselben Jahres begann auch die Regierung einzulenken und gestand ihr falsches Verhalten in der Nachkriegszeit ein. Fälle, die damals abschlägig beschieden worden waren, sollten nun erneut geprüft werden. Als Marei von Saher-Langenbein jedoch 1998 beim Staatssekretär für kulturelle Angelegenheiten Klage einreichte, wurde diese unter Berufung auf die Verzichtserklärung von 1952 abschlägig beschieden. Nachdem sie sich an den World Jewish Congress gewandt hatte und außerdem im Dezember 1998 die Washingtoner Erklärung über die Rückgabe von Beutekunst abgeschlossen worden war, wurde der Fall 1999 erneut aufgerollt. Die Ekkart-Kommission, die nun eingesetzt wurde, empfahl im Jahr 2001 der Regierung vorläufig, von ihrer starren Haltung in den Restitutionsfällen abzugehen. Drei Jahre später wurde „aus moralischen Gründen“ auch die Rückgabe des goudstikkerschen Besitzes empfohlen. Diese Empfehlung wurde 2005 zur neuen Leitlinie des niederländischen Staates in der Restitutionspolitik. Rund 200 Gemälde, deren Standort damals bereits bekannt war, kehrten daraufhin sofort in den Besitz der Familie zurück, etwa 500 weitere konnten durch Provenienzforscher in den nachfolgenden Jahren in öffentlichen und privaten Sammlungen aufgespürt werden; ein Teil wurde nicht wiedergefunden. Marei von Saher-Langenbein schenkte dem holländischen Staat zum Dank für die Arbeit der Ekkart-Kommission ein Gemälde von Bartholomeus van der Helst und ließ 2007 etwa 170 Gemälde der Sammlung in New York versteigern. Ferner regte sie eine Gedächtnisausstellung zu Ehren ihres Schwiegervaters an, die als Wanderausstellung konzipiert wurde.

## Galerie

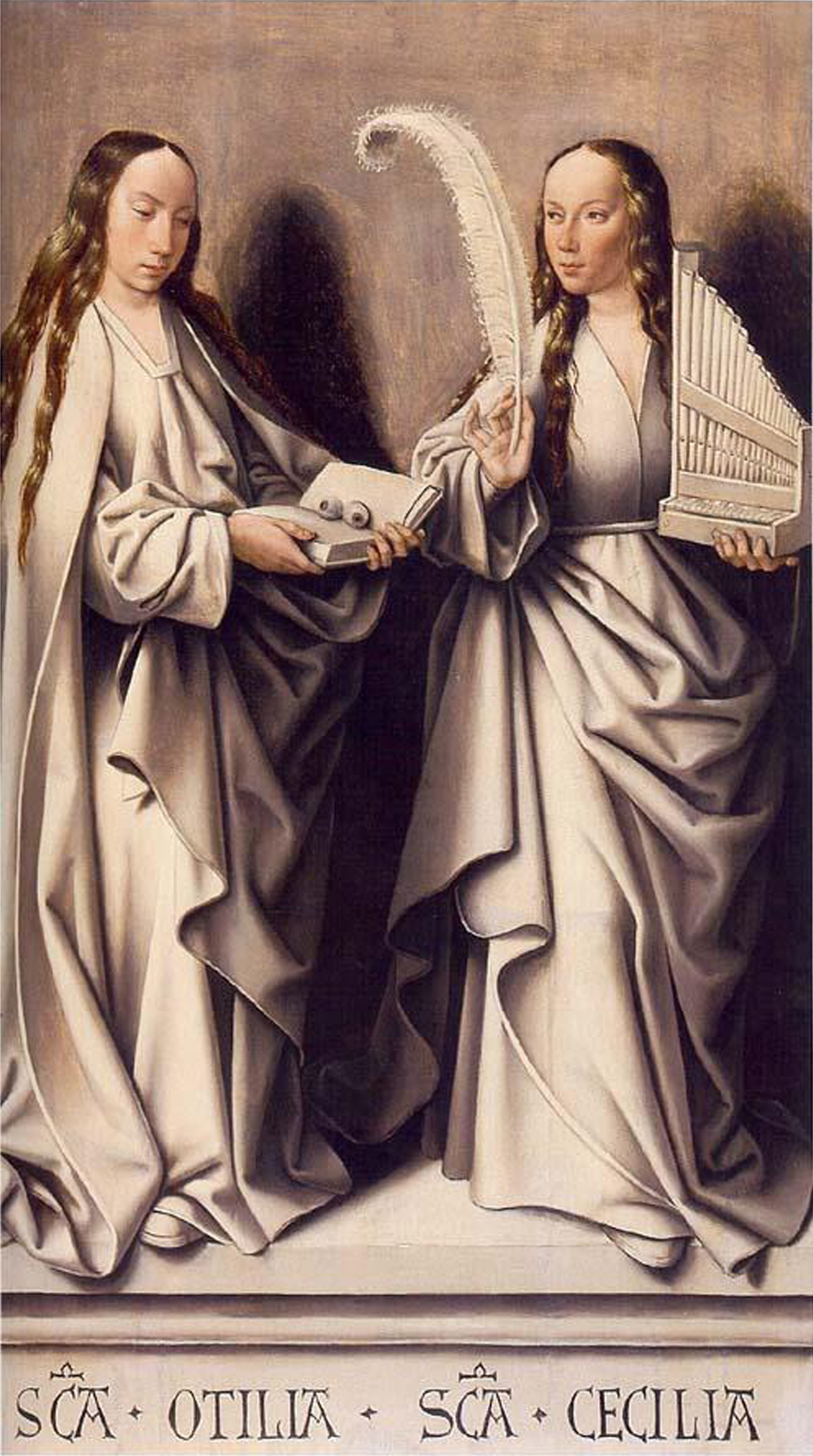
Bildtafel des Frankfurter Annenaltars, 1928 von Goudstikker gekauft, 2006 restituiert, 2011 vom Historischen Museum Frankfurt erworben.
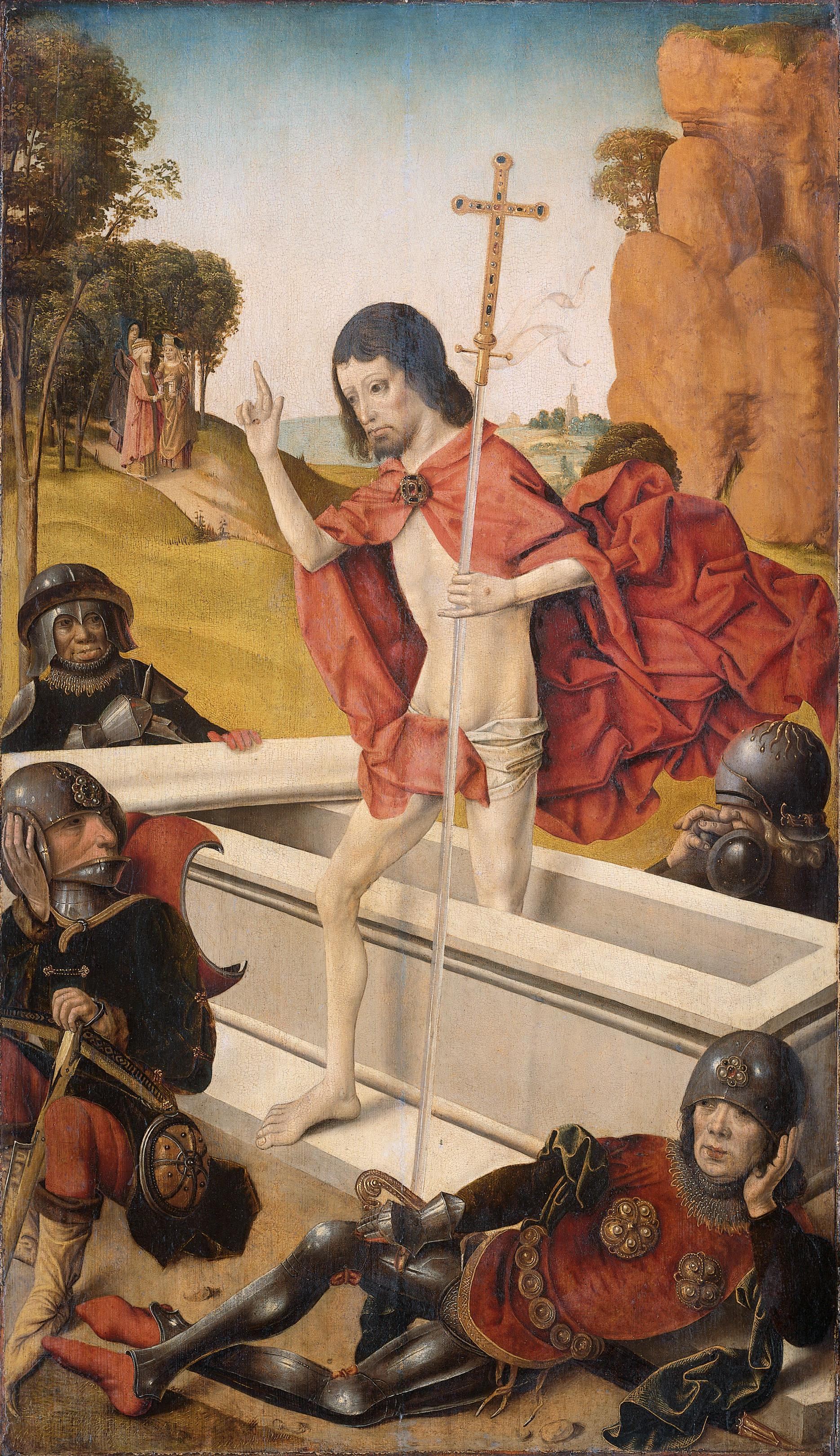
Die Auferstehung vom Meister der Virgo inter Virgines wurde an Mickey Cartin verkauft.
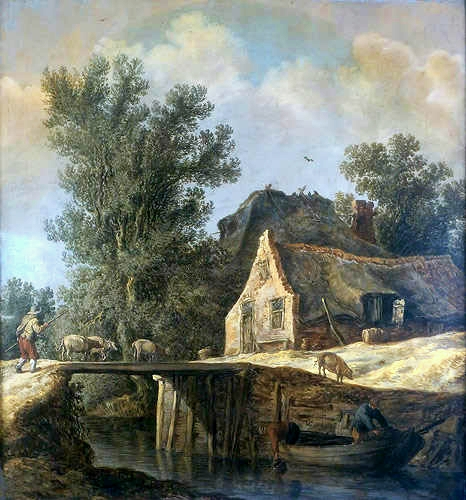
Jan van Goyens Hütten am Kanal befindet sich heute im Danziger Nationalmuseum